# Jules Jordan

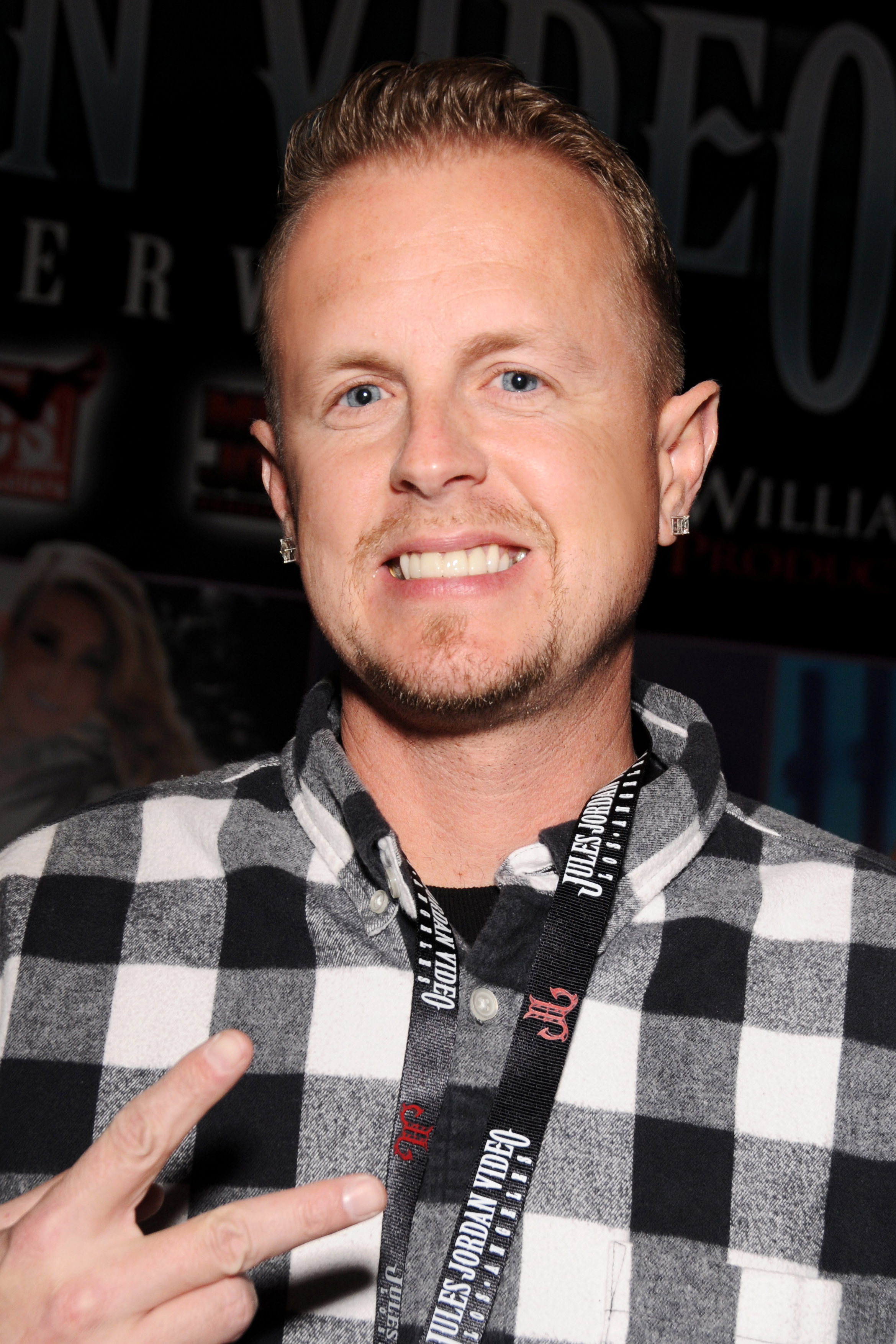
Jules Jordan (2014)

Jules Jordan (bürgerlich Ashley Gasper; * 25. Mai 1972 in Philadelphia, Pennsylvania) ist ein US-amerikanischer Pornodarsteller sowie Regisseur und Produzent von Pornofilmen.

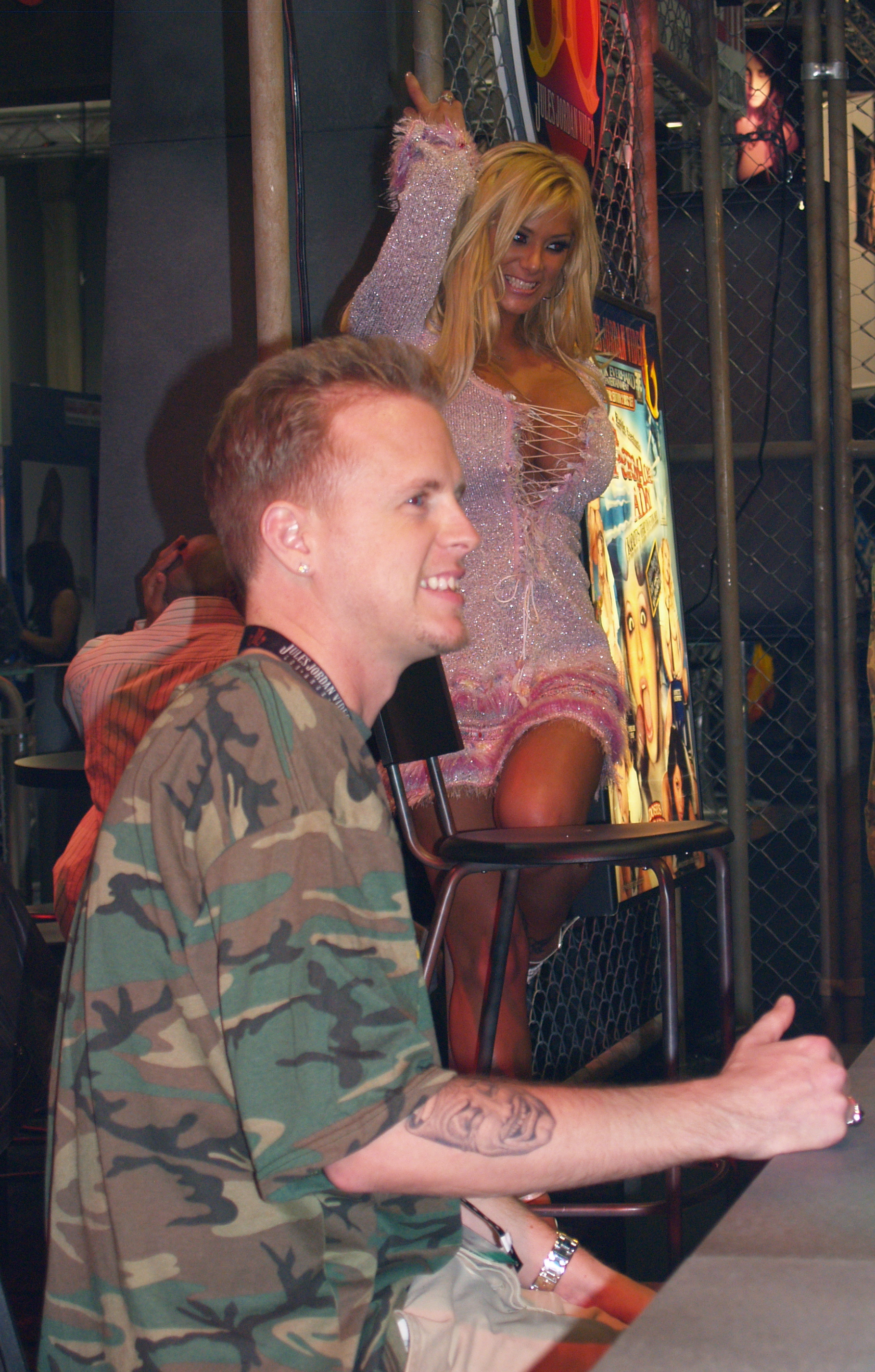
Jordan mit Shyla Stylez auf der „Adult Entertainment Expo“ in Las Vegas 2007

## Karriere
Jordan stammt aus Philadelphia und arbeitete zunächst in einer Videothek für Pornofilme. Später drehte er seine eigenen Filme und zog nach Kalifornien. Er gilt als einer der anerkanntesten Regisseure in der Branche. Seine Filme wurden mit zahlreichen Preisen ausgezeichnet. Zu seinen berühmtesten Filmreihen zählen Flesh Hunter, Ass Worship, Oil Overload Feeding Frenzy, und Weapons of Ass Destruction, welche alle dem Genre des Gonzo-Films zuzuordnen sind. Jordan ist bekannt für Tease-Szenen und Fetish. Er legt besonderen Wert auf die Outfits der Darstellerinnen. Jordans Filme wurden früher von John Staglianos Unternehmen Evil Angel vertrieben. Anfang 2006 begann Jordan den Vertrieb für seine Videos selbst zu übernehmen und gründete „Jules Jordan Video“. Im Jahr 2007 wurde sein Unternehmen mit dem AVN Award als „Best New Video Production Company“ ausgezeichnet. Im August 2007 gewannen Jules Jordan und das Studio Evil Angel einen Rechtsstreit über Video-Piraterie und Urheberrechtsverletzung gegen Kaytel Distribution und Leisure Time Canada. Der Vergleich wurde über 17 Millionen US-Dollar geschlossen. Jordan erhielt davon 5 Millionen US-Dollar. Dies ist der größte Erfolg der Pornobranche gegen illegale Kopien und deren Verkauf.

## Auszeichnungen
- 2002: XRCO Award „Best Gonzo Series“ (Flesh Hunter)
- 2003: XRCO Award „Best Gonzo Series“ (Flesh Hunter)
- 2003: AVN Award „Best Anal-Themed Series“ (Ass Worship)
- 2004: AVN Award „Best Gonzo Release“ (Flesh Hunter 5)
- 2004: AVN Award „Best All-Sex DVD“ (Flesh Hunter 4)
- 2004: AVN Award „Best Anal-Themed Feature“ (Ass Worship 4)
- 2004: AVN Award „Best Anal-Themed Series“ (Ass Worship)
- 2005: AVN Award „Best Anal-Themed Series“ (Ass Worship)
- 2006: AVN Award „Best Anal-Themed Feature“ (Ass Worship 7)
- 2006: AVN Award „Best Tease Performance“ (Katsumi in Ass Worship 7)
- 2006: F.A.M.E. Award for Favorite Director
- 2007: AVN Award Best New Video Production Company
- 2008: AVN Award „Director of the Year (Body of Work)“
- 2008: AVN Award „Best Anal-Themed Release“ (Ass Worship 10)
- 2009: AVN Award „Best Director  – Ethnic Video“ (Lex the Impaler 3)[1]
- 2009: Aufnahme in die XRCO Hall of Fame
- 2010: AVN Award „Best Director, Ethnic Video“ (Lex the Impaler 4)
- 2011: Aufnahme in die AVN Hall of Fame
- 2016: AVN Award „Best POV Sex Scene“ in „Jules Jordan’s Eye Contact“[2]
- 2020: NightMoves Award als "Best Non-Feature Director"[3]